# Watermarks
Pour plus de détails, voir Fiche technique et Distribution.
Watermarks est un film israélien réalisé par Yaron Zilberman, sorti en 2004.

## Synopsis
Le documentaire s'intéresse au Hakoah Vienna, un cercle de nageuses juives créé en Autriche en 1909 en réponse au paragraphe aryen.

## Fiche technique
- Titre : Watermarks
- Réalisation : Yaron Zilberman
- Scénario : Ronen Dorfan, Yonatan Israel et Yaron Zilberman
- Photographie : Tom Hurwitz
- Montage : Ruben Korenfeld et Yuval Shar
- Production : Yonatan Israel, Inbal B. Lessner, Paul Rozenberg et Yaron Zilberman
- Société de production : Cinephil, Arte, Cinemax, Girls Club Film Project, HBO, Jetlag Productions, Keshet Broadcasting, Opening Night Productions, Yofi Films et Zadig Productions
- Société de distribution : Sophie Dulac Distribution (France) et Kino International (États-Unis)
- Pays de production :  Israël,  États-Unis,  France et  Autriche
- Genre : documentaire
- Durée : 80 minutes
- Dates de sortie : 
  - Autriche : 10 décembre 2004
  - États-Unis : 21 janvier 2005
  - France : 28 juin 2006

## Distinctions
Le film a reçu le prix de la meilleure photographie au festival international du film de Jérusalem.